# Прапор Сум

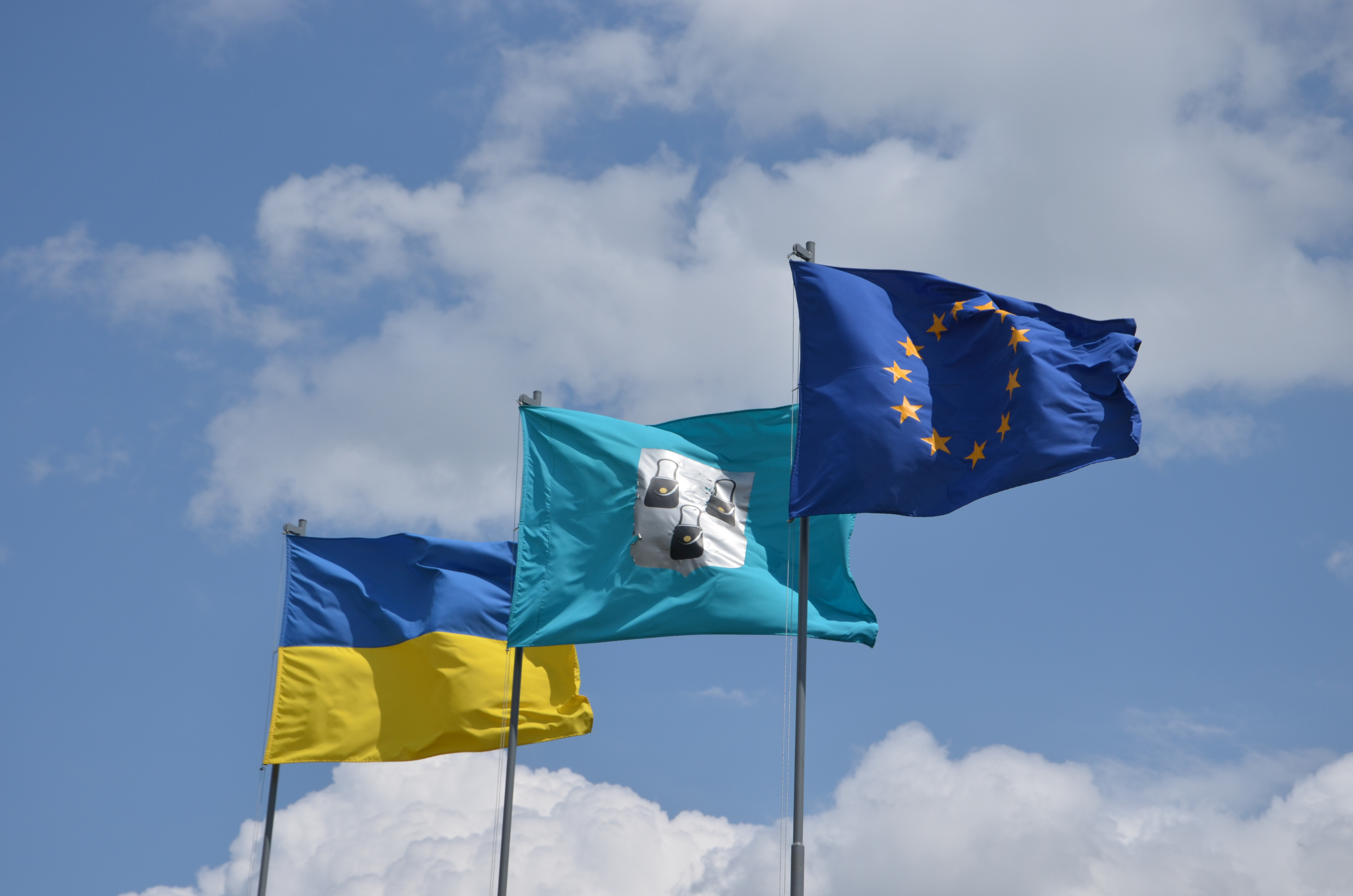
Прапор міста Суми (у центрі) на одній з вулиць міста разом з прапорами України та Євросоюзу

Пра́пор Сум — прапор міста Суми, затверджений влітку 2000 року та підтверджений у лютому 2004 виконкомом Сумської міськради.

## Опис
Прапор міста Суми являє собою квадратне полотнище смарагдового кольору, в центрі якого розташований герб міста. На цьому гербі зображено срібний щит з трьома чорними мисливськими сумками, поясом та золотими ґудзиками.

## Історія
Найбільш ранньою символікою Сум був прапор Сумського слобідського козацького полку, затверджений 1659 року. На полотнищі блакитного кольору була вишита Богородиця, заступниця Запорізької Січі, одягнена в білі шати. В одній руці вона тримала християнський Хрест, а в іншій — Біблію. Стояла вона на перевернутому місяці, що символізувало перемогу православ'я над мусульманством.
У 1775 році Михайло Щербатов, який тоді очолював геральдмейстерську контору, видав гербовник, у якому був прапор Сумського гусарського полку. А 1776, на 5 років раніше за герб, було затверджено новий прапор. Він складався з блакитного полотнища зі срібним гербом у  центрі, на якому були зображені три мисливські сумки із золотими ґудзиками.
Усі подальші прапори Сум були розроблені на основі старого прапора 1776 року.
Сучасний герб міста Суми був затверджений влітку 2000 року та вперше піднятий на площі Незалежності в День Конституції України.